# Helix obruta
Helix obruta es una especie de molusco gasterópodo de la familia Helicidae en el orden de los Stylommatophora.

## Distribución geográfica
Es endémica de las Azores. 